# Dale & Grace
Dale & Grace was een Amerikaans country-zangduo bestaande uit Dale Houston (Seminary, Mississippi, 23 april 1940 - Hattiesburg, Mississippi, 29 september 2007) en Grace Broussard (b. Prairieville, Louisiana, 5 februari 1939).

## Carrière
Het duo werd in 1963 geformeerd in Baton Rouge. Met het nummer I'm Leaving It All Up to You hadden ze in 1963 hun grootste succes in de Verenigde Staten met een eerste plaats en in het Verenigd Koninkrijk een 42e plaats in de hitlijsten. Het door Don Harris en Dewey Terry jr. geschreven nummer was in 1956 verschenen onder de namen Don en Dewey. Sam Montel produceerde de nieuwe opname van het liedje en bracht het landelijk uit bij zijn label Montel Records en eerder regionaal bij zijn sublabel Michele Records.
Met Stop and Think it Over bereikten ze in 1964 in de Amerikaanse hitlijsten de achtste plaats. Tijdens een tournee in 1964 beëindigden Dale en Grace hun samenwerking. Weliswaar nam Montel nog enkele nummers op, waarbij aan een opname van Grace de stem van Dale werd toegevoegd, maar verdere successen bleven uit. Ook met hun solo-opnamen voor Montel Records hadden beiden geen successen meer.
Dale Houston overleed in 2007. Grace Broussard trad tot 2007 met verschillende muziekgroepen op.

## Discografie

### Singles
| Single met eventuele hitnotering(en) in de Nederlandse Top 40                                       | Datum van verschijnen | Datum van binnenkomst | Hoogste positie | Aantal weken | Opmerkingen         |
| --------------------------------------------------------------------------------------------------- | --------------------- | --------------------- | --------------- | ------------ | ------------------- |
| Tijd voor Teenagers Top 10                                                                          |                       |                       |                 |              |                     |
| I'm leaving it up to you (b/w "That's What I Like About You")                                       | 1963                  | 25-1-1964             | 4               | 6            | Michelle/Montel 921 |
| Teenage Love (b/w Bye Bye Love)                                                                     | 1963                  |                       |                 |              | London 3130         |
| Stop and think it over (b/w Bad Luck)                                                               | 1964                  |                       |                 |              | Michelle/Montel 922 |
| The Loneliest Night (b/w I'm Not Free)                                                              | 1964                  |                       |                 |              | Michelle/Montel 928 |
| Darling It's Wonderful (b/w What's Happening to Me)                                                 | 1964                  |                       |                 |              | Michelle/Montel 930 |
| The Tip Of My Fingers / Double Shot Of My Baby's Love (b/w Happy, Happy Birthday / Love Is Strange) | 1964                  |                       |                 |              | London RE.1429      |
| Cool Water (b/w Rules Of Love)                                                                      | 1965                  |                       |                 |              | Michelle/Montel 936 |
| What Am I Living For (b/w Something Special)                                                        | 1964                  |                       |                 |              | Michelle/Montel 942 |

### Albums
| Titel                                           | Jaar | Label         |
| ----------------------------------------------- | ---- | ------------- |
| I'm Leaving It Up To You And 11 Other Hit Songs | 1963 | Montel MLP100 |